# Thanatus aridorum
Thanatus aridorum es una especie de [araña cangrejo del género Thanatus, familia Philodromidae. Fue descrita científicamente por Silhavy en 1940.

## Distribución
Esta especie se encuentra en Chequia.